# Better Love
Chansons représentant la Grèce au Concours Eurovision de la chanson
Óniró mou
(2018) SUPERG!RL
(2020)
Better Love (« Meilleur Amour ») est une chanson interprétée par la chanteuse gréco-canadienne Katerine Duska pour représenter la Grèce au Concours Eurovision de la chanson 2019 à Tel-Aviv en Israël. Elle sort le 6 mars 2019. Au concours elle se classe 21e en finale avec 74 points.

## À l'Eurovision
La chanson représentera la Grèce au Concours Eurovision de la chanson 2019, après qu'elle et son interprète Katerine Duska ont été sélectionnées en interne par le radiodiffuseur grecque, la Ellinikí Radiofonía Tileórasi (ERT). La chanson est officiellement présentée le 6 mars 2019
Au concours elle termine cinquième de sa demi-finale avec 185 points de qualifiant pour la finale où elle se classe vingt et unième avec 74 points.